# Bargmannia gigas
Bargmannia gigas is een hydroïdpoliep uit de familie Pyrostephidae. De poliep komt uit het geslacht Bargmannia. Bargmannia gigas werd in 1999 voor het eerst wetenschappelijk beschreven door Pugh. 